# Luật Biển Việt Nam 2012
Luật Biển Việt Nam được Quốc hội của Việt Nam thông qua vào ngày 21 tháng 6 năm 2012. Luật này gồm 7 chương, 55 điều, có hiệu lực thi hành từ ngày 1 tháng 1 năm 2013. Chủ quyền của Việt Nam trên hai quần đảo Hoàng Sa và Trường Sa được khẳng định từ Điều 1 của luật. Luật này cũng được soạn để phù hợp với Công ước Liên Hiệp Quốc về Luật biển. Luật biển của Việt Nam được thông qua cùng ngày với việc nhà nước Trung Quốc tuyên bố thành lập thành phố Tam Sa bao trùm toàn bộ các quần đảo Hoàng Sa và Trường Sa.

## Nội dung cơ bản
- Chương 1: gồm các quy định chung về phạm vi điều chỉnh, định nghĩa.
- Chương 2: quy định về vùng biển Việt Nam với các quy định về đường cơ sở, nội thủy, lãnh hải, vùng tiếp giáp lãnh hải, vùng đặc quyền kinh tế, thềm lục địa, đảo, quần đảo…
- Chương 3: quy định về hoạt động trong vùng biển Việt Nam, trong đó có các quy định: đi qua không gây hại trong lãnh hải, tuyến hàng hải và phân luồng giao thông trong lãnh hải phục vụ cho việc đi qua không gây hại, vùng cấm và khu vực hạn chế hoạt động trong lãnh hải, tàu quân sự và tàu thuyền công vụ của nước ngoài đến Việt Nam, trách nhiệm của tàu quân sự và tàu thuyền công vụ của nước ngoài trong vùng biển Việt Nam, hoạt động của tàu ngầm và các phương tiện đi ngầm khác của nước ngoài trong nội thủy, lãnh hải Việt Nam, quyền tài phán hình sự và dân sự đối với tàu thuyền nước ngoài, quyền truy đuổi tàu thuyền nước ngoài...
- Chương 4: dành cho phát triển kinh tế biển, với các điều khoản về nguyên tắc phát triển kinh tế biển, các ngành kinh tế biển, quy hoạch phát triển kinh tế biển, xây dựng và phát triển kinh tế biển, khuyến khích, ưu đãi đầu tư phát triển kinh tế trên các đảo và hoạt động trên biển.
- Chương 5: quy định về tuần tra, kiểm soát trên biển với các điều khoản về lực lượng tuần tra, kiểm soát trên biển, nhiệm vụ và phạm vi trách nhiệm tuần tra, kiểm soát trên biển, cờ, sắc phục và phù hiệu.
- Chương 6: Quy định về xử lý vi phạm. Chương này bao gồm các điều khoản về dẫn giải và địa điểm xử lý vi phạm, biện pháp ngăn chặn, thông báo cho Bộ Ngoại giao và xử lý vi phạm.
- Chương 7: Quy định về điều khoản thi hành

## Phản ứng các bên
Bộ Ngoại giao Cộng hòa Nhân dân Trung Hoa đã triệu tập Đại sứ đặc mệnh toàn quyền nước Cộng hòa Xã hội chủ nghĩa Việt Nam để phản đối luật này. Bộ Ngoại giao Trung Quốc yêu cầu Việt Nam phải chỉnh sửa ngay lập tức vì luật mới của Việt Nam "vi phạm nghiêm trọng chủ quyền Trung Quốc" tại Biển Đông và bất kỳ nước nào tuyên bố chủ quyền tại Trường Sa-Hoàng Sa đều là hành động "bất hợp pháp và vô căn cứ" và Luật Biển của Việt Nam "vô giá trị, không có hiệu lực" và Trung Quốc mạnh mẽ phản đối, kiên quyết bảo vệ chủ quyền của mình, và "hành động của Việt Nam là phi pháp, vô giá trị và gây phương hại cho hoà bình và ổn định ở Biển Đông và Trung Quốc sẽ bảo vệ vững chắc chủ quyền quốc gia của mình.
Việt Nam cho rằng việc thông qua Luật Biển là hoạt động lập pháp bình thường nhằm hoàn thiện khuôn khổ pháp lý của Việt Nam, phục vụ cho việc sử dụng, quản lý, bảo vệ các vùng biển, đảo và phát triển kinh tế biển của Việt Nam, tạo điều kiện thuận lợi cho quá trình hội nhập quốc tế và tăng cường hợp tác với các nước, vì hòa bình, ổn định trong khu vực và trên thế giới. Việc Luật Biển Việt Nam đề cập đến hai quần đảo Hoàng Sa và Trường Sa là sự tiếp nối một số quy định trong các luật đã có trước đây của Việt Nam. Đây không phải là vấn đề gì mới và không ảnh hưởng đến quá trình tìm kiếm giải pháp cơ bản, lâu dài cho các tranh chấp ở Biển Đông.